# Bishopsgate
Bishopsgate was een stadspoort in de London wall. Het is een gebied (ward) in het Londense bestuurlijke gebied City of London, in de regio Groot-Londen.

## Geboren
- Edward Alleyn (1566-1626), acteur